# Paul Rassinier
Paul Rassinier, född 18 mars 1906, död 28 juli 1967, fransman, innan andra världskriget kommunist, sedermera socialist (engelska wikipedia säger att han blev extremhöger), författare och av somliga ansedd som förintelseförnekelsens grundare. Rassinier satt från 1943 till 1945 som fånge i bland annat koncentrationslägret Buchenwald. Han ansåg att högst 1,6 miljoner judar kan ha dött under andra världskriget.